# Centro Social Italo Venezolano de Valencia Fútbol Club
El Centro Italo de Valencia es un equipo (promovido por los italianos de Valencia) que ha jugado en la segunda y tercera división del fútbol venezolano.

## Historia
El club tiene una gran historia amateur.
En los torneos federados debutaron en la Temporada 2010/11, jugando en el grupo Central I. Lo ganaron al acumular 22 puntos, uno por encima del UCV Aragua. En la segunda parte del torneo, parten con una bonificación de 3 puntos, pero no logran ganar el grupo, quedando en segundo lugar tras La Trinidad FC, aunque con un partido menos que no se disputó ante el club aragüeño Reyes de San Sebastián.
A pesar del revés deportivo, logran jugar en la Segunda División B, para la Temporada 2011-12, siendo la primera vez que el equipo juega contra siete rivales. Es ubicado en el Grupo Central, y luego de 14 jornadas, logran acumular 20 puntos, para ubicarse cuartos detrás del equipo Estudiantes de Guárico. El mejor cuarto termina siendo el equipo merideño Academia Emeritense, del Grupo Occidental, lo que deja al equipo itálico a puertas de disputar el Torneo de Promoción y Permanencia 2012. Por ello, les toca jugar en el Torneo Nivelación 2012 de la Tercera División, jugando en el grupo central II. Quedaron ubicados en el primer lugar, tras acumular 21 puntos, producto de seis victorias, tres empates, y una derrota.
En la Temporada 2012-13 parten desde la Tercera División, ya que la Segunda División B es suprimida. Son ubicados en el Grupo Central II, y lo vuelven a ganar, de forma invicta, tras enfrentarse al Atlético Chivacoa, Unión Lara SC, 40 FC, y Casa Portuguesa de Aragua. Esto le permite jugar el Torneo de Promoción y Permanencia a la Segunda División. La participación implican rivales de más calibre, que superan fácilmente al club itálico. Quedan ubicados en el último lugar, al conseguir solamente dos victorias, ante el CF Bejuma y el Atlético Chivacoa, y dos empates, para un total de ocho puntos.
Para la Temporada 2013-14, juegan en el Grupo Central II. Terminan en el segundo lugar, detrás el Atlético Sucre tras acumular 18 puntos, 12 de ellos tras 4 victorias a domicilio. La posición les permite ingresar al Torneo de Promoción y Permanencia de la Segunda División, por segunda vez, consecutiva.

## Jugadores
El jugador más representativo del Centro Italo de Valencia ha sido Luis Manuel Seijas, quien salió de la cantera del club, y ha sido seleccionado para vestir la casaca nacional de Venezuela. Actualmente juega en el club Independiente Santa Fe de Bogotá.

## Datos del club
- Temporadas en 1.ª División: 0
- Temporadas en 2.ª División: 0
- Temporadas en 2.ª B División: 1 (2011/12)
- Temporadas en 3.ª División: 3 (2010/11, 2012/13-2013/14)